# Michel de L'Hospital
Michel de L'Hospital někdy též L'Hôpital (1506 Aigueperse – 13. března 1573 Bellebat) byl francouzský politik a diplomat. V letech 1560 až 1573 stál fakticky v čele vládního kabinetu. V letech 1560 až 1568 byl kancléřem. Jako humanista se marně pokusil prosadit ve Francii ideu náboženské tolerance. Hájil ji i v několika významných literárních dílech (Traité de la réformation de la justice, Mémoire sur la nécessité de mettre un terme à la guerre civile).

## Život
Byl synem lékaře ve službách Karla III. Bourbonského (posledního velkého francouzského feudálního pána, který se dokázal postavit proti králi, a odešel kvůli tomu do exilu a císařských služeb). Proto i Michel strávil své mládí mimo Francii, zejména v Itálii, kde vystudoval právo na Boloňské a Padovské univerzitě. Na italských univerzitách se také nadchl pro humanismus.
Když jeho otec vstoupil do služeb lotrinského rodu, vstoupil Michel do patronátní sítě Karla, kardinála lotrinského, čímž se také vrátil do Francie, roku 1534. Sňatkem s Marií Morinovou získal roku 1537 křeslo v pařížském parlementu (politicky vlivný soudní dvůr). V této funkci vypracoval pro krále obvinění týkající se obránců Boulogne, kteří se města vzdali v roce 1544. V roce 1547 se ujal role diplomata Jindřicha II. na Tridentském koncilu.
V roce 1553 vstoupil po vzoru otce do služeb celého lotrinského rodu. Za to od něj dostával úřady (prezident hraběcích komor aj.). Když jeho patron převzal na konci 50. let 15. století celkovou kontrolu nad královskými financemi, vstoupil Michel do conseil privé (de facto vládní kabinet) a na počátku vlády Františka II. pro něj lotrinští vymohli důležitý vládní post kancléře, který spravoval celou oblast spravedlnosti a tedy i legislativy. V této funkci se snažil především zmírnit náboženské napětí v zemi a pronásledování protestantů (hugenotů). V tom měl pomoci zejména Romorantinský edikt (1562), který protlačil přes odpor lokálních parlementů.
Byl také mezi těmi, kteří se zasazovali o svolání Shromáždění notáblů. Shromáždění na oplátku vyzvalo k zasedání generálních stavů, což Hospital uvítal a snažil se stavy nasměrovat k rozsáhlým reformám. 
Po smrti Františka II. podporoval královnu matku Kateřinu Medicejskou v její tolerantní náboženské politice, která ho ale stále více dostávala do sporu s rodem lotrinských. Pomáhal formulovat a prosazovat Edikt z 19. dubna, Červencový edikt a Edikt ze Saint-Germain. Zmírňovaly pronásledování protestantismu a legalizovaly protestantské bohoslužby ve Francii. Opět narazil při vymáhání ediktů na tvrdý odpor lokálních soudů. Uspořádal turné celého dvora po Francii, jehož cílem bylo především kárat tyto lokální parlementy. V Moulins vyhlásil rozsáhlý soubor právních reforem, které se snažily bojovat proti úplatkům, výrazně omezit počet jurisdikcí a překrývajících se právních kodexů a omezit moc guvernérů a některých lokálních vůdců a jejich snahu uzurpovat si pravomoci, které patřily výhradně králi. V té době již ale jeho vliv slábl a byl nucen většinu této reformy odvolat, aby lokální vůdci byli ochotni financovat boj koruny během druhé občanské války. 
Během občanské války vyjednával s Ludvíkem I. de Condé, který obléhal Paříž, a naléhal na ústupky povstalcům. Po míru z Longjumeau v březnu 1568 odešel v květnu do důchodu, protože si stále více uvědomoval, že jeho názory již nejsou dobře přijímány už ani Kateřinou, která měla dojem, že jeho politika tolerance selhala. Když se v září vrátil ke dvoru, učinil poslední pokus postavit se proti tomu, aby koruna přijala církevní pozemky výměnou za válku proti protestantům, což byl "obchod", který jí nabízel papež. Když se mu to nepodařilo, byl zbaven pečetě kancléřského úřadu, byť formálně zůstal kancléřem až do své smrti. Během masakru bartolomějské noci byl kvůli svým postojům ohrožen, ale přežil pod ochranou Kateřiny a Jindřicha I. de Guise, příslušníka jedné z nejvlivnějších šlechtických rodin své doby, která byla příbuzensky spjata s Bourbony, a která jinak masakry podporovala.